# Композиция VI
«Композиция VI»— абстрактная картина русского художника Василия Кандинского, написанная в 1913 году и хранящаяся в Государственном Эрмитаже в Санкт-Петербурге, Россия.

## История

### Создание
Набор картин, который Кандинский назвал «Композиция», представляет собой картины сложной проработки и предварительного анализа и изучения. Всего было создано десять полотен, первые три сохранились только в виде фотографий, а остальные (IV, VII, VIII, IX, X) хранятся в различных музейных фондах. В данном случае художнику потребовалось восемь месяцев, чтобы приступить к созданию картины, ставшей результатом 24 исследований. Считается, что Кандинский страдал синестезией — состоянием, из-за которого некоторые люди не только видят цвета, но и чувствуют их.
Кандинский хотел, чтобы эта картина одновременно передала потоп, таинство крещения, разрушение и возрождение. Процесс создания был непростым. Его помощница Габриеле Мюнтер, с которой у него были профессиональные и глубокие личные отношения между 1902 и 1916 годами, посоветовала ему освободиться от первоначального наброска и подумать о термине uberflut (в переводе с немецкого наводнение) и акустических ощущениях, которые он передавал. ему; Кандинский закончил картину за три дня, постоянно скандируя «нем. uberflut».

### Дальнейшая история
«Композиция VI» была основной работой Кандинского, выставленной на Первом немецком осеннем салоне (нем. Erster Deutschen Herbstsalon), организованном в 1913 году в Берлине Гервартом Вальденом вместе с такими художниками, как Август Маке и Франц Марк.
С момента отъезда в эмиграцию в Германию из Советской России, полотно было передано в фонды Наркомпроса РСФСР, откуда было передано в Государственный музей нового западного искусства (ГМНЗИ), который в 1925 стал филиалом Музея изящных искусств. В 1928 все фонды музея были сосредоточены в одном здании в Москве на улице Пречистенке, 21, но в силу своего абстрактного содержания полотно не выставлялось. На заре своего существования ГМНЗИ получал высокую оценку и поддержку власти, связанную с общим революционном подъёмом, когда приветствовался эксперимент и новаторство во всех сферах общественной жизни, в том числе и в искусстве. В 1930-е годы происходит резкая смена политики в отношении искусства и музейного дела. Новая официальная позиция власти была сформулирована в 1930 году на Первом всероссийском музейном съезде, затронула все музеи и поставила под угрозу факт существования ГМНЗИ, из-за чего концепция музея претерпела существенные изменения.
Кампания против «космополитизма» и «низкопоклонства перед Западом» поставила точку в истории музея: главный «рассадник формалистических взглядов», Музей нового западного искусства, решено было ликвидировать в соответствии с постановлением Совета министров СССР от 6 марта 1948 года за подписью председателя Совета министров СССР Иосифа Виссарионовича Сталина и управляющего делами Совета министров Союза ССР Якова Чадаева.
Экспонаты музея были распределены между Пушкинским музеем и Эрмитажем. Композиция VI в 1948 году поступила в Государственный Эрмитаж в Ленинграде и в настоящее время находится в экспозиции в здании Главного штаба на Дворцовой площади.

## Описание
Этой картиной художник хочет передать гармонию и одухотворенность посредством использования нереальных форм и гармоничных и спокойных цветов. Считается, что каждый цвет вызывает определенные психологические реакции.
В картине формы, цвета, линии не выражают действительности, все предметы кажутся бессмысленными посреди друг друга. Вы видите неопределённые формы, цветные ореолы, цветные пятна, которые относятся к вещам, графически не изображённым на картине. Работа должна напоминать великий потоп (на самом деле картина основана на более ранней картине на стекле, носившей красноречивое название «Всеобщий потоп»), в котором хаос создал новые элементы и новую землю. В этой картине, не соблюдающей каноны действительности, можно увидеть отражение сокровенных чувств.

## Анализ
В «Композиции VI» Кандинский подробно описывает процесс создания и смысл произведения. Он рассказывает о серии работ, посвященных потопу: утерянной реверсивной картине «Потоп» (1911) и картине маслом «Импровизация Потопа» (1913). Последняя напоминает «Потопную импровизацию» по цветам и некоторым концепциям, например, пучку линий вверху и справа.
Тема всемирного потопа — одна из первых, исследованных Кандинским. Он хотел изобразить библейский сюжет как наказание Бога за несправедливость, пощадившего Ноя. Это предвосхищает Страшный суд и знаменует первый завет между Богом и человечеством.
В «Композиции VI» художник подчеркивает пустоты по краям холста и в центре, создавая глубину темноты. Над пустотами и формой, напоминающей змею, он вводит зону божественной энергии, сравнимую с атмосферой русской бани. Эти элементы изображают форму ковчега, намекающего на Великий потоп. Серия работ, изображающих наводнения, демонстрирует, как постепенно творчество живописца эволюционировало в сторону абстракции. Важную роль в этом сыграла техника обратной росписи по стеклу, которую он открыл в Мурнау-ам-Штаффельзе в Баварии. Метод в основном заключался в нанесении рисунка на обратную сторону стеклянной пластины, чтобы защитить краски от внешних воздействий и сохранить их цвета. Элементы, нарисованные первыми, видны первыми в противоположность картин на дереве, холсте или бумаге, где первыми видимыми элементами являются те, которые были добавлены последними. Другими словами, в росписи по стеклу художник сначала добавляет детали, «последние штрихи», прежде чем перейти к фоновым слоям и окончательному отображению изображения. До завершения картина напоминает набор цветных пятен. Таким образом, этот рабочий процесс заставляет художника перейти от фигуративности к абстракции.
Художнику потребовалось время, чтобы достичь тщательности деталей, но он был доволен работой. На старой фотографии искусствовед Филипп Серс описывает картину: «Ноев ковчег виден в левом верхнем углу. Людей и животных переносят волны, за которыми наблюдает монстр в левом нижнем углу. Вспышки молний и потоки дождя наполняют композицию».
Художник описывает работу как смесь серьёзных форм и забавных выражений, перечисляя обнажённые тела, ковчег, животных, пальмы, молнию, дождь и т. д. Но Кандинский не был полностью удовлетворен результатом. Он чувствовал чувства потопа, муки смерти, угрожающей людям, отвернувшимся от своего создателя, и божественную защиту, дарованную Ною.
Кандинский вернулся к этой теме в написанной маслом на холсте более игривой работе под названием «Импровизация наводнения». Хаотичные формы этой картины, изображающей наводнение, вызывают театральную драму, создавая своеобразное головокружение с целью вызвать у зрителя чувство тоски.
Однако изображение события неполное, так как картина не имеет внешней составляющей. Создание композиции основывалось на множественном восприятии одновременно: на вибрациях, которые мы чувствуем, сталкиваясь с дезориентирующими цветами и конструкцией изображения; обновление мира через разрушение прежнего; боязнь человека к морскому пути и водной стихии; и доверие, возложенное на Божье обещание патриарху Ною, который появляется в верхней левой части картины, с его ковчегом, плывущим в безопасности, полным животных, укрытых внутри.
Картина организована вокруг трёх основных точек. Кандинский определяет эти три пункта в своем описании происхождения картины; работа позволила ему найти более абстрактный способ изображения глубины своей пропасти, над которой висит зона божественной защиты. Здесь «первоначальный мотив, из которого возник образ (Всемирного потопа), растворяется и превращается во внутреннее, чисто живописное, самостоятельное и объективное существование».
После нескольких предварительных исследований и набросков Кандинский написал «Композицию VI», более крупную по сравнению с предыдущими работу. В своих «Воспоминаниях», опубликованных в немецком журнале Der Sturm, он объясняет:
На этой картине можно увидеть два центра: во-первых, слева — розовый центр, хрупкий, несколько блеклый и с тонкими неопределенными линиями посередине; Затем справа (немного выше, чем тот, что слева) брутальный красновато-синий центр, несколько диссонирующий, с очень точными, категоричными, несколько злыми и энергичными линиями. Между этими центрами расположен третий (ближайший слева), который можно будет воспринимать как таковой только позже и который, наконец, является главным центром. Белый и розовый цвета имеют пенистый вид, поэтому не кажется, что они лежат на поверхности картины или на какой-либо идеальной поверхности. Они создают впечатление парения и кажутся окруженными паром. (...) Существо посреди пара не близко и не далеко; Это где-то. Это «где-то» в главном центре определяет внутреннее звучание картины в целом.
В работах Кандинского цвета являются выражением его внутреннего мира, чувств и идей и, следовательно, определяют параметры духовного путешествия. Некоторые из его картин построены вокруг интимного цвета, созерцаемого в тоне и его гармониках. Глубокий чёрный цвет Композиции VI, в которой рассказывается о сценарии конца света, Великом потопе, является признаком смерти.
Далее художник указал, что картину следует читать от края к центру по спирали, согласно эскизу, расположенному в Центре Помпиду в Париже. По его мнению, этот жест приведёт зрителя к духовному опыту, следуя траектории взгляда через картину: истинный путь к смыслу.
Строительные линии в Композиции VI охватывают все в концентрическом движении, которое заканчивается в точке, отмеченной молнией, над и справа от змей — головой дракона. Это конечная точка центростремительной динамики картины, именно в том месте, где тонущие в потоке пальцы людей и животных вот-вот будут поглощены бездной, как львиный карлик, прямо над ним. Динамика, сдержанная в импровизации, сильнее проявляется в живописи на стекле и тем более в этой композиции. Здесь, когда он расходится к центру, ковчег праведников обретет уважение у Бога. Такая позиция является и локусом смысла: выбор человечества между головокружением и спасением, бездной и верой, нигилизмом и внутренним правом. Картина считалась новаторской в изображении тайны человеческого существования как сдержанного и мощного изображения хаоса и небытия.